# Mudre, Varva
Mudre (în ucraineană Мудре) este un sat în comuna Dașcenkî din raionul Varva, regiunea Cernihiv, Ucraina.

## Demografie
Componența lingvistică a localității Mudre
     Ucraineană (100%)
Conform recensământului din 2001, toată populația localității Mudre era vorbitoare de ucraineană (100%).